# Stadion Miejski im. Mariana Zaporowskiego w Swarzędzu
Stadion Miejski im. Mariana Zaporowskiego w Swarzędzu – stadion piłkarski w Swarzędzu. 

## Charakterystyka
Mecze domowe rozgrywa na nim drużyna Unii Swarzędz. Może pomieścić 1.500 widzów. 
W 2006 m.in. na tym stadionie zostały rozegrane Mistrzostwa Europy U-19.